# Drift (automobilový sport)

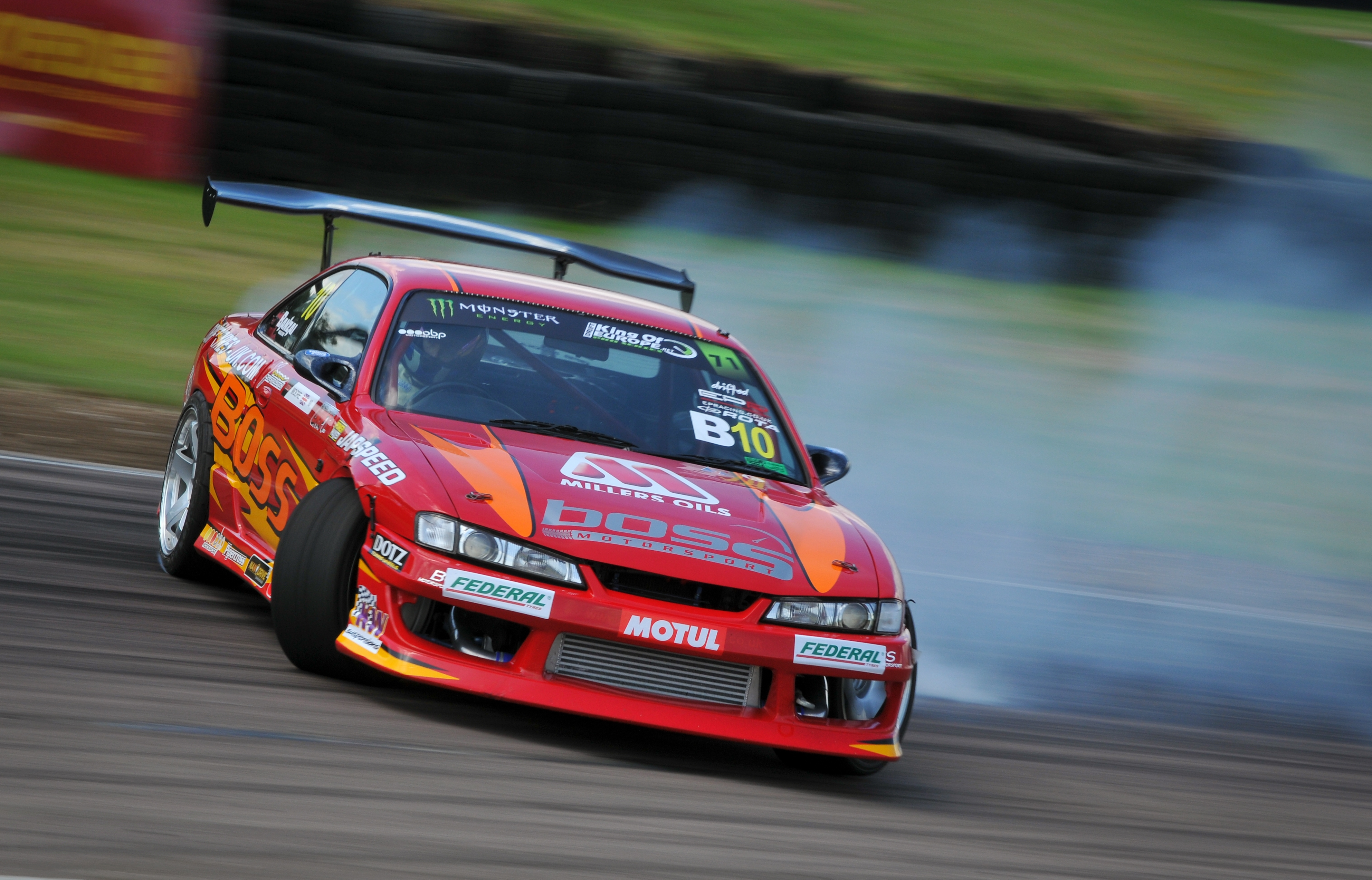
Drift

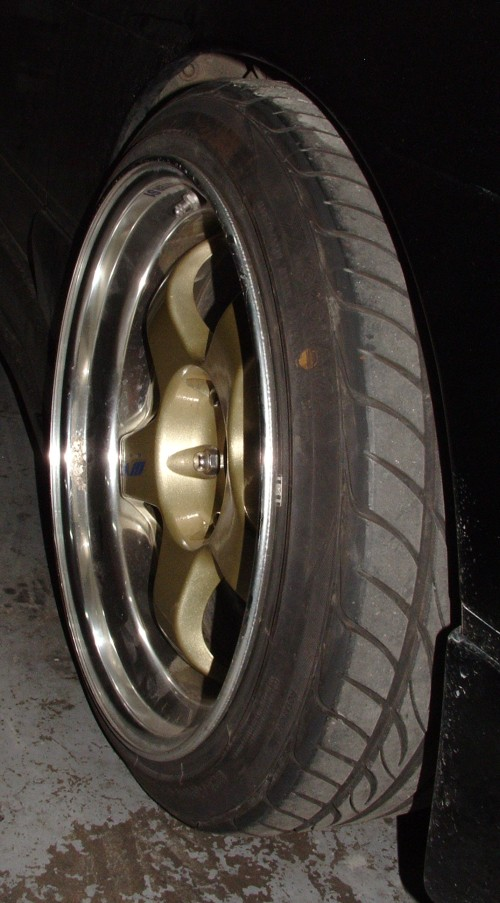
Stylovým doplňkem driftování jsou tzv. "stretched" kola (běhoun pneumatiky je menší, než šířka ráfku)

Drift (řidčeji drifting) je specifické odvětví automobilového sportu, při kterém se využívá řízený přetáčivý smyk. Je jednou z nejmladších disciplín motoristického sportu. 

## Historie driftu
Drift vznikl v polovině 60. let v Japonsku na ilegálních závodech zvaných touge odehrávajících se na spletitých horských silničkách. Šlo především o to projet stanovený úsek co nejrychleji, kdy drift sloužil k blokování oponenta. Postupně se k tomu přidávaly rallye techniky, aby šlo zatáčky projet bez zbytečné ztráty času a aby se zároveň dosáhlo co nejlepšího efektu.
Po mnoho let využívali závodníci v motorsportu přetáčivý smyk např. na ploché dráze, v autokrosu, nebo při rallye. První závodníci Grand Prix, jako Tazio Nuvolari, používali styl na hraně řízení four-wheel drift (čtyřkolový smyk). Své uplatnění našel také při jízdách zručnosti a v jiných předváděcích jízdách.
Moderní drifting začal být populární jako závodní technika v závodech All Japan Touring Car Championship před třiceti lety. Motocyklová legenda Kunimicu Takahaši (Kunimitsu Takahashi), který přešel na automobilové závody, byl především stvořitelem driftu jako řidičské techniky v 70. letech minulého století. Byl slavný tím, že protínal apex (místo v zatáčce, kde je auto nejblíže jejímu vnitřku) ve vysoké rychlosti, pak driftem projel zatáčku a zachoval si tak velkou rychlost na jejím konci. Takhle získal několik mistrovských titulů a zástupy fanoušků, kteří si užívali podívanou na dýmající pneumatiky. Jakmile začali driftem jezdit profesionální závodníci v Japonsku, museli stejně jezdit i pouliční závodníci.
Takahašiho driftové techniky nejvíce zaujaly pouličního závodníka jménem Kejiči Cučija (Keiichi Tsuchiya). Cučija začal trénovat tyto techniky na horských silničkách v Japonsku a rychle si tak získal obdiv motoristické veřejnosti. V roce 1977 několik automobilových časopisů a tuningových firem souhlasilo produkcí videa s Cučijovými driftovacími technikami. Video známé jako Plusby se stalo hitem a inspirovalo mnoho dnešních driftových závodníků. V roce 1988, spolu se zakladatelem a šéfredaktorem Option magazine Dajidžirem Inadou organizují první závod speciálně pro drifting. Cučija také projel tímto stylem každou zatáčku na závodním okruhu u města Cukuba.
Jeden z prvních závodů mimo Japonsko se konal v roce 1996 na závodním okruhu Willow Springs v Kalifornii. Pořádal ho japonský časopis a společnost Option. Účastníky tohoto závodu byli např. Rhys Millen a Bryan Norris. Poté doslova explodovala vlna zájmu o drifting v Severní Americe, Austrálii a Evropě. Jeden z prvních závodů v Evropě se konal roku 2002 a pořádal jej drift klub OPT v Turwestonu. Klub vytvořil šampionát jménem D1UK, ale z obchodních důvodů se musel vzdát názvů D1 a Option.

## Automobily
Obvykle jsou na drift používány lehké nebo středně těžké automobily typu kupé či sedan s pohonem zadních kol nebo pohonem všech kol a samosvorným diferenciálem. Automobily musí mít spalovací motor, nebo elektrický motor s vysokým točivým momentem. Rovněž se používají 4 × 4 rallye automobily předělané k pohonu zadních kol. Patří mezi ně například. BMW řady 3, BMW M4, BMW řady 5, BMW řady 6, Ford Sierra, Mazda RX-7, Mitsubishi Lancer Evolution, Nissan 180SX, Nissan 200SX, Nissan 240SX, Nissan Skyline, Nissan 350Z, Nissan Silvia, Subaru Impreza, Toyota Chaser, Toyota Altezza či Toyota Corolla AE86.
Jako příklad je prvních 15 automobilů v soutěži 2003 D1GP, prvních 10 v soutěži 2004 D1GP a prvních 10 v soutěži 2005 D1GP tyto tovární značky:

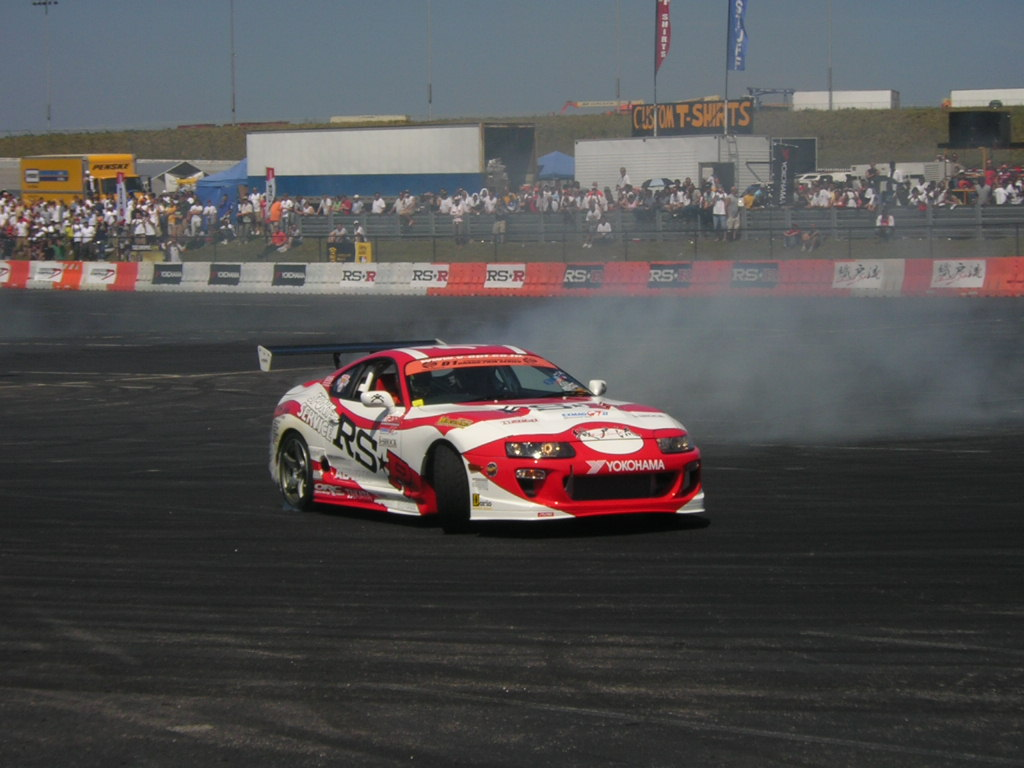
Toyota Supra twin turbo RZ při exhibici v roce 2005

| Automobil           | Model    | 2003         | 2004         | 2005         |
| ------------------- | -------- | ------------ | ------------ | ------------ |
| Nissan Silvia       | S15      | 6 automobilů | 5 automobilů | 3 automobily |
| Toyota Levin/Trueno | AE86     | 3 automobily | 3 automobily | 2 automobily |
| Mazda RX-7          | FD3S     | 2 automobily | 1 automobil  | 2 automobily |
| Nissan Skyline      | R34      | 1 automobil  | 1 automobil  | 1 automobil  |
| Nissan Silvia       | S13      | 2 automobily |              |              |
| Toyota Chaser       | JZX100   | 1 automobil  |              |              |
| Subaru Impreza      | GD (RWD) |              |              | 1 automobil  |
| Toyota Altezza      | SXE10    |              |              | 1 automobil  |

## D1 Grand Prix
V roce 2001 se pak zrodila D1 Grand Prix. Iniciátory byli Dajidžiro Inada, zakladatel časopisu Option a Tokijského autosalonu, a profesionální řidič Kejiči Cučija. Právě těmto dvěma pánům vděčíme za to, že je dnes drift po celém světě pečlivě organizován a že se pořádají nezávislé závody v Japonsku, USA, Malajsii, na Novém Zélandu a ve Velké Británii. Navíc, kromě národních závodů, je tu série D1 Grand Prix, která se týká všech zemí, v nichž je D1.